# Сладкая Речка
Сладкая Речка — река в России, протекает по территории Урупского района Карачаево-Черкесии и Лабинского района Краснодарского края. Длина реки — 23 км, площадь водосборного бассейна — 83,1 км².
Начинается в лесу на северном склоне Скалистого хребта. Течёт на север между Берёзовым хребтом и хребтом Алиев. Устье реки находится в 2,9 км по левому берегу реки Большой Лабы у станицы Чернореченской.

## Данные водного реестра
По данным государственного водного реестра России относится к Кубанскому бассейновому округу, водохозяйственный участок реки — Лаба от истока до впадения реки Чамлык. Речной бассейн реки — Кубань.
Код объекта в государственном водном реестре — 06020000712108100003526.